# Anatils
Els anatils (llatí Anatili) foren un poble gal esmentat per Plini el vell que vivien a la desembocadura del Roine (a la Camarga) fins a Aigües Mortes, i eren veïns dels desuviats i els volques arecòmics. és possible que dominessin també la vial d'Arles. Plini esmenta la població d'Anatilia que agafaria el nom del poble i no a l'inrevés i que podria correspondre al castell de Mornats.